# عزيز ستار
داتوك عزيز ستار (8 أغسطس 1925 - 6 مايو 2014) [1] ممثل ماليزي وكوميدي، ومغني ومخرج عرف عن أدواره في أفلام الملايو الأسود والأبيض في 1950s و 1960s.

## حياة سابقة
عزيز ستار ولدت في جزيرة باويان في قرية بيكالونجان، غريسيك بمقاطعة جاوة الشرقية، جزر الهند الشرقية الهولندية (الآن إندونيسيا) يوم 8 أغسطس 1925. وعندما كان في الثالثة من عمره، هاجرت عائلته إلى سنغافورة، الذي نشأ فيه في باسير بانجانج . هناك، التقى وصادق صديق كامل وشريف دول، الذي سوف يذهب في وقت لاحق إلى وظائف فيلم واسعة مماثلة لبلده. كان تعليمه المبكر في سيكولا ميلايو كوتا رجا. غير أنه لم يتمكن من مواصلة تعليمه بعد سن الحادية عشرة بسبب الاحتلال الياباني لملايا في ذلك الوقت. في الوقت الذي كان فيه عزيز يبلغ من العمر 10 سنوات، عرض موهبة ككوميد طبيعي وفنان، وأداء لحفلات الزفاف المحلية والمهرجانات في قريته. عندما كان في العشرينات من عمره، كان يعمل سائق شاحنة.

## مهنة
في عام 1952، دعي عزيز وصديقيه في الطفولة إلى العمل في استوديو الأفلام الملايو للإنتاج. في البداية، كان يعمل فقط كعضو الطاقم. في وقت لاحق في عام 1953، دعي للانضمام إلى المدلى بها المدلى بها من الفيلم بوتوس هارابان. المزيد من العروض السينمائية استمرت، وأصبح في نهاية المطاف الكوميديا التيلة من الأفلام الملايو من تلك الحقبة، والتي تظهر مع الممثل الناجح P. راملي في مناسبات عديدة، ولا سيما في سلسلة بوجانغ لابوك من الأفلام.

## روابط خارجية
- عزيز ستار على موقع IMDb (الإنجليزية)
- عزيز ستار على موقع قاعدة بيانات الفيلم (الإنجليزية)
- عزيز ستار على موقع كينوبويسك (الروسية)